# فیگاری
فیگاری (به فرانسوی: Figari) یک کمون در فرانسه است که در Canton of Figari واقع شده‌است.

## خصوصیات
فیگاری ۱۰۰٫۲۲ کیلومترمربع مساحت و ۱٬۱۵۷ نفر جمعیت دارد و ۱۲۵ متر بالاتر از سطح دریا واقع شده‌است.